# Four Seasons Hotel Miami

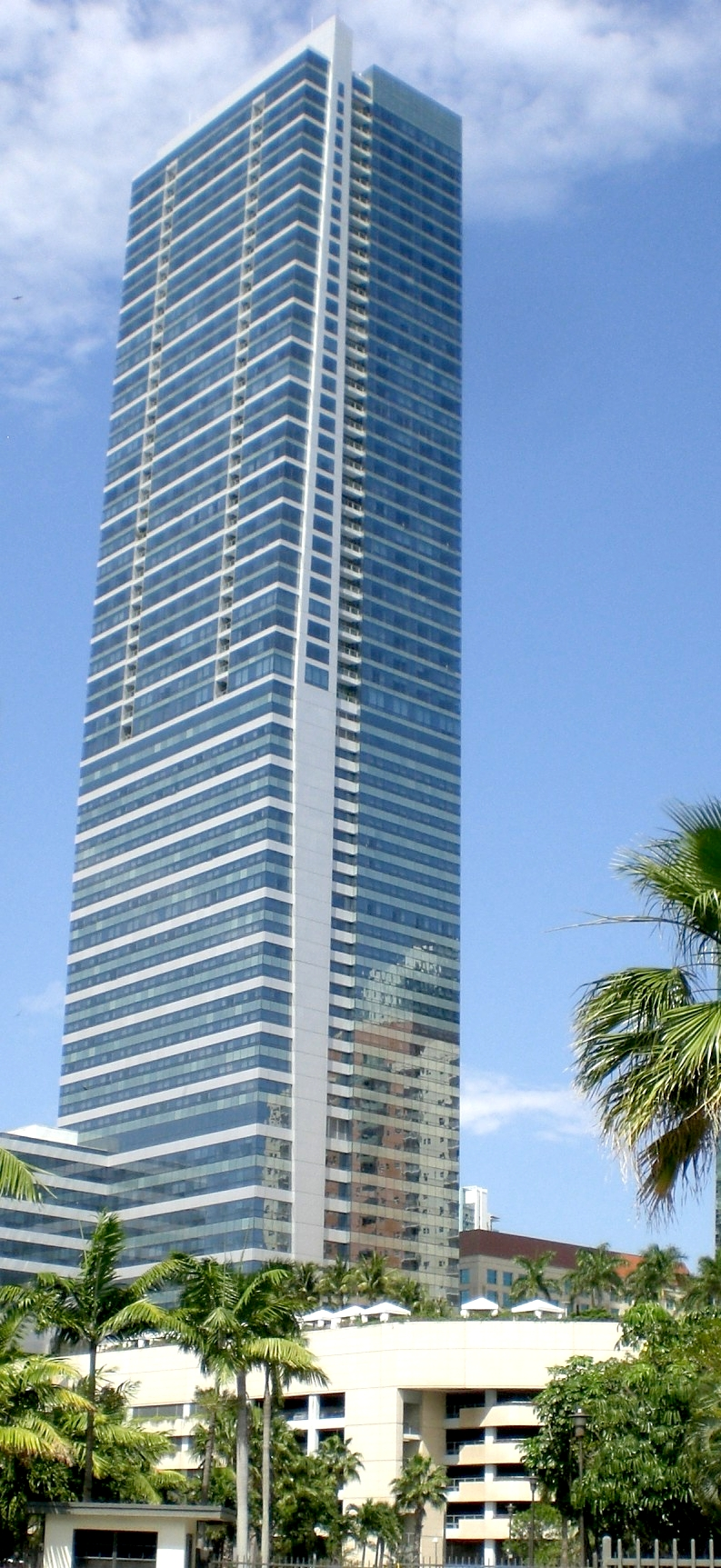
Four Seasons Hotel Miami

O Four Seasons Hotel Miami é um arranha-céu, actualmente é o 130º arranha-céu mais alto do mundo. Com 240 metros de altura (789 ft), edificado na cidade de Miami, foi concluído em 2003 com 70 andares.